# Стена на плача
Стената на плача е подпорна стена от времето на Втория храм в Йерусалим.
Този храм е бил най-свещеното място в юдаизма. Ирод Велики построява огромни подпорни стени около Храмовия хълм, разширявайки малкото, квазиприродно плато.
След разрушаването на Втория храм от римляните през I в. Стената на плача е единствената структура, останала от него.
По всяко време край нея може да се видят вярващи юдеи, които се молят. Някои от тях си удрят главата в камъните. Между пролуките се слагат листчета с различни пожелания. Някои хора вярват, че съдържанието им стига директно до Бог. 

От другата страна на Стената на плача се намира монументът Купола на Скалата, от която се твърди, че се възнесъл Мохамед.

## Метафора
„Стена на плача“ често се наричат места в България, където се изнасят оценки от положени изпити и класирания на кандидат-гимназисти и кандидат-студенти.